# 安息香酸プロピル
安息香酸プロピル(Propyl benzoate)は、食品添加物として用いられるエステルである。

## 利用
安息香酸プロピルは、ナッツのような香りと甘くフルーティーなまたはナッツのような風味を持ち、食品用の合成香料として用いられる。また抗細菌活性を持ち、化粧品の保存料としても用いられる。セイヨウミザクラやクローブの茎に含まれ、またバターにも含まれる。

## 反応
安息香酸プロピルは、安息香酸メチルとプロパノールのエステル交換反応によって合成できる。また、安息香酸とプロパノールからフィッシャーエステル合成反応によっても合成できる。